# Plundering van Aarschot
De Plundering van Aarschot aan het begin van de Tachtigjarige Oorlog duurde van 7 augustus tot 11 augustus 1578. Calvinisten onder leiding van de burggraaf van Gent bestormden en plunderden de stad Aarschot en lieten deze vervolgens achter. Na het vertrek van de calvinisten trokken 'Spaanse' regeringstroepen de stad in om wraak te nemen. Na een nieuwe vier dagen durende plundering werd de stad ten slotte in brand gestoken. Een uitslaande stadsbrand maakte een puinhoop van de stad.

## Aanloop
De gevolgen van de Slag bij Rijmenam waren in Aarschot goed merkbaar. Er waren binnen de stad een vendel Italiaanse ruiters en twee Duitse vendels gelegerd. Bijna dagelijks werd geplunderd of vee geroofd. Don Juan was met Parma en het leger van Vlaanderen door Aarschot getrokken om op 1 augustus slag te leveren met de Staatsen. Parma had het Don Juan afgeraden, maar desalniettemin zette Don Juan het plan voort. Na de nederlaag trokken de Spaanse troepen zich terug met achterlating van negenhonderd doden op het slagveld. Vanaf Aarschot trokken zij verder naar het kamp in Bouge, bij Namen.

## Plunderingen

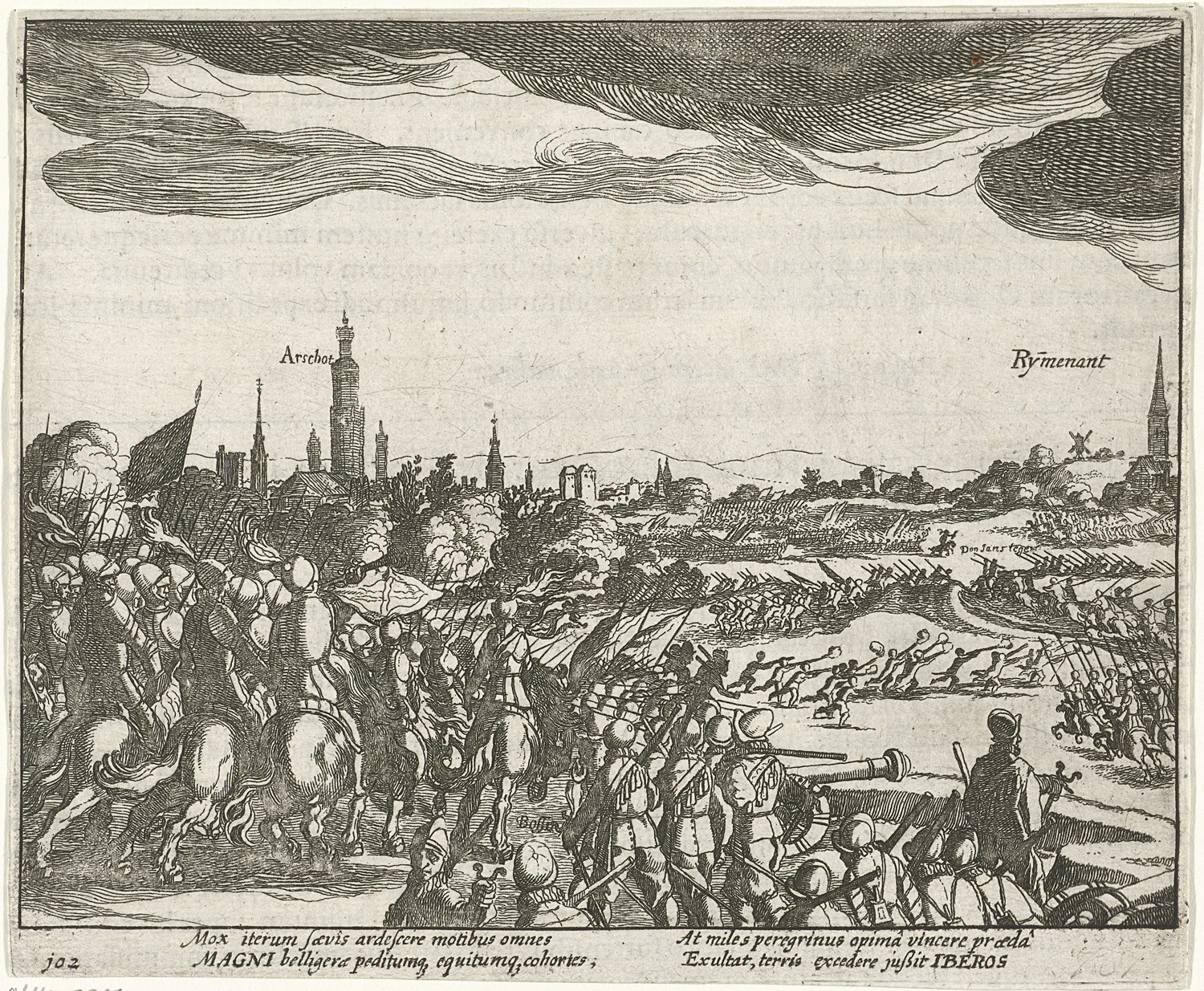
Slag bij Rijmenam, Parma trekt met het leger langs Aarschot op 1 augustus. (collectie: Rijksmuseum Amsterdam)

Op 7 augustus werd Aarschot verrast (mogelijk verraad) door een aanval van calvinisten onder leiding van de burggraaf van Gent. De bevelhebber Mutinus Pagani was ziek, maar snelde desalniettemin te hulp. Hij moest dit echter met zijn leven bekopen, evenals al zijn soldaten. Velen lieten het leven tijdens deze aanval, alles werd geplunderd en geroofd. Inwoners werden verplicht de buit naar de legerplaats te dragen, waar enkel diegenen met genoeg geld hun vrijheid konden afkopen. 
Toen de calvinisten uitgeplunderd waren, verlieten ze de stad weer. Dit leidde tot de ondergang van de burgers; de 'Spaanse' regeringstroepen raakten op hun beurt weer binnen de muren en wreekten de dood van hun makkers, samen met de burgers en dit leidde tot de verwoesting van de stad. Ook zij sloegen aan het plunderen, vier dagen lang onder allesverwoestende omstandigheden. Kerk noch klooster bleef gespaard. 
Nadat er niets meer viel te halen werd de stad op verschillende hoeken in brand gestoken. Niet meer dan tien huizen bleven overeind staan. Een puinhoop was het enige wat overbleef van een voorheen bloeiende stad. Aarschot bleef jarenlang nagenoeg onbewoond en verlaten, tussen de puinhopen woonden er toen slechts zeven tot acht burgers.

## Nasleep
Volgens Strada was het Spaanse leger uit tactische overwegingen (als afleiding) naar Aarschot getrokken. Don Juan had zich verbaasd dat de Staatsen hem niet achterna kwamen, en dacht dat ze vrees hadden voor het moedige koningsleger, of bedacht waren op een krijgslist. Don Juan had ingezien dat het innemen van veel steden bezwaarlijk was. Hij liet daarom sommige plaatsen ontruimen, andere weer ontmantelen, zodat hij zijn leger zo sterk mogelijk kon houden. Voor Don Juan was Rijmenam zijn laatste veldslag geweest.
Don Juan begaf zich doodziek naar een schans te Bouge, stierf daar op 1 oktober in een armoedig huisje. Parma had onafgebroken naast zijn ziekbed gezeten. Don Juan werd met veel plechtigheid in de Grote Kerk van Namen bijgezet, daarna naar Spanje gebracht.